# Amt Schwarzenbek-Land
Das Amt Schwarzenbek-Land ist ein Amt im Kreis Herzogtum Lauenburg in Schleswig-Holstein. Es umfasst folgende Gemeinden:
| 1. Basthorst 2. Brunstorf 3. Dahmker 4. Elmenhorst 5. Fuhlenhagen 6. Grabau 7. Groß Pampau | 1. Grove 2. Gülzow 3. Hamfelde 4. Havekost 5. Kankelau 6. Kasseburg | 1. Köthel 2. Kollow 3. Kuddewörde 4. Möhnsen 5. Mühlenrade 6. Sahms |

Die Verwaltung des Amtes hat ihren Sitz in Schwarzenbek.

## Geschichte
Nach der Inbesitznahme des Herzogtums Lauenburg durch Preußen entstand 1889 auf Anordnung des preußischen Innenministers der Amtsbezirk Schwarzenbek. Nach Auflösung der Amtsbezirke und Bildung der Ämter bildeten die Gemeinden das Amt Schwarzenbek. 1962 erfolgte die Zusammenlegung mit dem Amt Basthorst zum Amt Schwarzenbek-Land.

## Wappen
Blasonierung: „In Rot mit grünem, innen mit einer goldenen, mit neunzehn Kugeln behefteten Leiste gesäumtem Bord ein silberner Pferdekopf über einer silbernen Lilie.“